# شراود
مايكل جرزيسيك (بالإنجليزية: Michael Grzesiek)‏ من أصل بولندي كندي ويعرف باسمه المستعار على الإنترنت شراود (Shroud)، هو ستريمر على تويتش ويعد أحد مشاهير الإنترنت، اشتهر بألعاب عديدة منها كاونتر سترايك: جلوبال أوفينسيف، وبلاير أنونز باتل غراوندز، وتوم كلانسيز رينبو سكس سايج، وأبيكس ليجندز.